# Arielulus
Arielulus là một chi động vật có vú trong họ Dơi muỗi, bộ Dơi. Chi này được Hill and Harrison miêu tả năm 1987. Loài điển hình của chi này là Vespertilio circumdatus Temminck, 1840.

## Các loài
Chi này gồm các loài: